# Utah Grizzlies (ECHL)
Die Utah Grizzlies sind ein US-amerikanisches Eishockeyfranchise aus West Valley City, Utah, das seit 2005 in der ECHL spielt. Ihre Heimspiele tragen die Grizzlies im 10.100 Zuschauer fassenden Maverik Center aus. Die Mannschaft ist das ECHL-Farmteam der Colorado Avalanche aus der National Hockey League sowie der Colorado Eagles aus der American Hockey League.

## Geschichte
Die Utah Grizzlies spielen seit der Spielzeit 2005/06 in der ECHL und erreichten seitdem sieben Mal die Play-offs.
Gegründet wurde das derzeitige Franchise 1988 unter dem Namen Virginia Lancers als Gründungsmitglied der ECHL, wo es bis 1993 in Vinton (Virginia) beheimatet war, aber seit 1990 mit dem Namen Roanoke Valley Rebels und in der letzten Saison als Roanoke Valley Rampage spielte. 1993 wurde es erstmals umgesiedelt und spielte eine Spielzeit lang in Huntsville (Alabama) als Huntsville Blast, bevor ein erneuter Umzug nach Tallahassee (Florida) erfolgte, wo die Mannschaft bis 2001 als Tallahassee Tiger Sharks spielte. Eine weitere Saison verbrachte das Team als Macon Whoopee in Macon (Georgia) bevor es vor der letzten Umsiedlung nach West Valley für eine Spielzeit als Lexington Men O’War in Lexington (Kentucky) verbrachte.
Zwischen 1995 und 2005 spielte in Salt Lake City eine gleichnamige Mannschaft, mit bis auf die Farben identischem Teamlogo, von 1995 bis 2001 zunächst in der International Hockey League und nach deren Auflösung von 2001 bis 2005 in der American Hockey League. Diese Mannschaft wurde nach Cleveland (Ohio) umgesiedelt, wo sie seit der Saison 2007/08 unter dem Namen Lake Erie Monsters spielen. Zuvor spielte mit den Salt Lake Golden Eagles zwischen 1984 und 1994 bereits ein Eishockeyteam aus Salt Lake City in der IHL, die im Anschluss als Detroit Vipers bis zur Ligaauflösung weiter in dieser spielten.

## Saisonstatistik
Legende: GP = Spiele, W = Siege, L = Niederlagen, T = Unentschieden, OTL = Niederlagen nach Verlängerung, SOL = Niederlagen nach Shootout, P = Punkte, GF = Tore, GA = Gegentore, PIM = Strafminuten